# Анри-Луи-Мари де Роган
Анри Луи Мари де Роган, герцог де Монбазон, принц Гемене (фр. Henri-Louis-Marie de Rohan; 30 августа 1745 — 24 апреля 1809) — французский аристократ, придворный и предпоследний великий камергер Франции (1775—1782).

## Биография
Родился в Париже 30 августа 1745 года. Единственный сын главы главной ветви семьи, Жюля Эркюля Мериадека де Рогана, принца Гемене (1726—1800), и Марии Луизы де Ла Тур д’Овернь (1725—1793), дочери Шарля Годфруа де Ла Тур д’Овернь, герцога Буйонского, и Марии Шарлотты Собеской.
15 января 1761 года Анри-Луи-Мари женился на своей троюродной сестре Виктории Арманде Жозеф де Роган (1743—1807), дочери Шарля де Рогана, принца де Субиза, и принцессы Анны Терезы Савойской. У пары было пятеро детей, четверо из которых дожили до взрослого возраста. Семья владела Отелем де Роган-Гемене на площади Вогезов.
В 1775 году король Франции Людовик XVI назначил Анри Луи великим камергером Франции, поскольку его дядя Годфруа Шарль Анри де Ла Тур д’Овернь, герцог Буйонский, отказался от этой должности. Принцесса Гемене также унаследовала придворные обязанности, она была назначена гувернанткой королевских детей.
В 1767 году он был назначен капитан-лейтенантом гвардейских жандармов, а в 1780 году произведен в бригадиры французской армии.
С 1780-х годов Анри Луи и его семья были замешаны в личных и политических скандалах. В 1782 году любовница Анри Луи, графиня Тереза Люси де Диллон, первая жена Артура Диллона и подруга его жены, скончалась от туберкулеза в возрасте 30 лет; в том же году принц объявил о банкротстве с долгом в 33 миллиона ливров. Он и Виктория де Роган отреклись от своих должностей при дворе и покинули Версаль. Их недвижимость была продана, в том числе Отель де Роган-Гемене и их особняк в Монтрее.
После смерти своего тестя Шарля де Рогана-Субиза в 1787 году Анри-Луи-Мари де Роган стал законным наследником титула принца Субиза.
Во время Французской революции Анри Луи со своим отцом, женой и детьми бежал из Франции в Швейцарию, а оттуда в Германию и Австрию, где поступил на службу в императорскую армию. В 1808 году он получил от австрийского императора Франца I Габсбурга титул принца. В 1809 году Анри-Луи-Мари де Роган скончался в Праге в возрасте 63 лет (позже, в 1820 году, его семья купила замок Сихров, где они построили резиденцию). Однако его мать была гильотинирована в 1793 году.

## Дети
- Шарлотта Виктория Жозефа Генриетта де Роган (17 ноября 1761 — 15 декабря 1771), умерла в возрасте десяти лет
- Шарль Ален Габриэль де Роган, герцог Монбазон, Роган и Гемене; принц Гемене (18 января 1764 — 24 апреля 1836), женился в 1781 году на Луизе Аглае де Конфлан д’Армантьер (1763—1819).
- Мария Луиза Жозефина де Роган (13 апреля 1765 — 21 сентября 1839), муж с 1780 года её двоюродный брат, Шарль Луи Гаспар де Роган-Рошфор (1765—1843).
- Луи Виктор Мериадек де Роган, герцог Роганский и Буйонский (20 июля 1766 — 10 декабря 1846), женился в 1800 году на своей племяннице Берте де Роган (1782—1841), не имел потомства
- Жюль Арман Луи де Роган (20 октября 1768 — 13 января 1836), женился в 1800 году на Вильгельмине Екатерине Фредерике фон Бирон, принцессе Курляндской и герцогине Саган (1781—1839), но потом развелся с ней в 1805 году и не имел потомства.